# Дневная смена (фильм)
«Дневная смена» (англ. Day Shift) — американский комедийный боевик Джей Джея Перри. В главной роли — Джейми Фокс. Фильм является дебютной работой режиссера.
Премьера состоялась 12 августа 2022 года на Netflix. Фильм получил неоднозначные отзывы кинокритиков.

## Сюжет
Бад Яблонски — отец-рабочий, который обеспечивает свою семью, по-видимому, работая чистильщиком бассейна. Его настоящая работа — охотиться и убивать вампиров.
Во время работы Бад видит мужчину, выходящего из дома, где он работает. Он бесшумно проникает в дом, где сталкивается с двумя вампирами, пожилой женщиной и молодым мужчиной, которые там живут. После продолжительной схватки он убивает вампиров и вытаскивает их клыки плоскогубцами. Бад пытается продать клыки в ломбарде, но цены, которые предлагает Трой, владелец, недостаточно, чтобы помочь ему с его денежными проблемами. Бывшая жена Бада Джослин планирует переехать во Флориду вместе с их дочерью, которая посещает частную школу с высокой оплатой. Чтобы оплатить обучение, покрыть свои долги и купить дочери брекеты, Бад вынужден вернуться в союз охотников на вампиров.
Бад нанимает своего старого армейского друга, «Большого» Джона Эллиота, чтобы тот помог ему воссоединиться с профсоюзом. Профсоюзный босс, Ральф Сигер, сначала отказывается, ссылаясь на то, что Бада ранее выгнали из профсоюза из-за его рискованного и агрессивного стиля охоты. В конце концов ему дают последний шанс, но он должен работать в строгих условиях: он должен работать только в дневную смену, которая плохо оплачивается, и должен находиться под наблюдением представителя профсоюза по имени Сет. Сету поручено искать и сообщать о любых нарушениях, совершенных Бадом. Тем временем вампирша по имени Одри находит вампиров, которых убил Бад. В поисках человека, убившего старшего из двух вампиров, Одри находит, пытает и допрашивает Троя. Прежде чем убить его, она рассказывает, что люди поклонялись вампирам как богам, и планирует восстановить старый порядок, строя дома и используя их для создания колоний вампиров, чтобы она могла создать армию.
Бад и Сет отправляются на охоту, и хотя Бад нарушает несколько профсоюзных протоколов, Сет не сообщает о них, узнав о намерении Бада содержать свою семью на свои заработки. После того, как они находят и уничтожают необычное гнездо вампиров, Одри связывается с Бадом и угрожает его семье, раскрывая, что пожилая вампирша была её дочерью. Бад бросается к своей бывшей жене, чтобы спасти её, преследуемый вампирами, но не успевает вовремя. Его семья взята в заложники Одри, а Сет превращен в вампира. Теперь, стремясь спасти свою семью, Бад и Сет нанимают соседку Бада, вампиршу-изгнанницу по имени Хизер, чтобы та помогла им напасть на крепость Одри.
В крепости к ним присоединяется Большой Джон. Во время драки Джона кусают, и он решает пожертвовать собой, чтобы Бад мог спасти свою семью. Баду не сравниться с Одри в скорости и физической силе, но благодаря хитроумному трюку он одерживает верх, убивает её и спасает свою семью. Когда Сигер прибывает с подкреплением из профсоюза и пытается использовать многочисленные нарушения Бада, чтобы выгнать его, Сет использует свои обширные знания лазеек в правилах профсоюза, чтобы помешать ему сделать это. Когда семья Яблонски уезжает, Большой Джон вылезает из люка на улице, показывая, что он пережил взрыв.

## В ролях
| Актёр              | Роль                |
| ------------------ | ------------------- |
| Джейми Фокс        | Бад Яблонски        |
| Дэйв Франко        | Сет                 |
| Snoop Dogg         | Большой Джон Эллиот |
| Наташа Лю Бордиццо | Хизер               |
| Миган Гуд          | Джоселин Яблонски   |
| Карла Соуса        | Одри Сан Фернандо   |
| Стив Хоуи          | Майк Назарян        |
| Скотт Эдкинс       | Диран Назарян       |
| Оливер Мазуччи     | Клаус               |
| Эрик Ланж          | Ральф Сигер         |
| Петер Стормаре     | Трой                |

## Релиз
Дневная смена была выпущена на Netflix 12 августа 2022 года.

## Производство
«Дневная смена» — режиссерский дебют режиссера второго плана Джей Джей Перри. Тайлер Тайс написал сценарий, а Шей Хаттен предоставил переписать. Продюсеры: Чад Стахелски, Джейсон Спитц, Джейми Фокс, Шон Редик, Иветт Йейтс Редик, Датари Тернер и Питер Бакстер. Netflix анонсировал фильм 20 октября 2020 года, сообщив, что Фокс присоединился к актёрскому составу. Дополнительные актёры были объявлены в апреле 2021 года. Основные съемки должны были состояться в Лос-Анджелесе, штат Калифорния, с 19 апреля по 22 августа 2021 года.
Музыку к фильму написал Тайлер Бейтс. Netflix music выпустила саундтрек.

## Продолжение
Официального ответа о продолжении от компании Netflix ещё не поступало. Но несмотря на неоднозначные отзывы к фильму, боевик входит в десятку лучших и имеет все шансы на продолжение к осени 2023 года